# Menexenus nudiusculus
Menexenus nudiusculus is een insect uit de orde Phasmatodea en de  familie Phasmatidae. De wetenschappelijke naam van deze soort is voor het eerst geldig gepubliceerd in 1992 door Hausleithner.